# Daisuke Ono
Daisuke Ono (小野 大輔?, Ono Daisuke; Prefettura di Kōchi, 4 maggio 1978) è un doppiatore e cantante giapponese. Noto per aver doppiato Jotaro Kujo in Le Bizzarre Avventure di JoJo, Erwin Smith ne L'Attacco dei Giganti e Sebastian Michaelis in Black Butler.
Ha vinto il quarto Seiyū Awards come miglior interprete maschile per il ruolo di Sebastian Michaelis in Black Butler, Jotaro Kujo in Le bizzarre avventure di JoJo e Shukuro Tsukishima in Bleach, così come il premio "Le migliori personalità" al nono Seiyū Awards. Conduce inoltre un programma radiofonico chiamato "Dear Girl Stories" insieme al doppiatore Hiroshi Kamiya.

## Carriera
Ono si è diplomato alla Scuola Superiore Koichi, iscrivendosi poi all'Università delle Arti del Giappone. Durante la sua frequenza all'Università, Daisuke tentò la carriera in televisione, tuttavia il suo lavoro fu pesantemente criticato dal suo professore e questo lo convinse a cambiare presto interessi. Si concentrò così sulla produzione di programmi radiofonici e, a causa della mancanza di personale all'interno di una soap radiofonica, decise di iniziare a occuparsi di doppiaggio. Agli inizi della carriera di doppiatore, accettò ruoli di personaggi minori per la TV Kanagawa.
Nel 2006, il ruolo di Itsuki Koizumi in La malinconia di Haruhi Suzumiya è stato il punto di svolta della sua carriera, raggiungendo una certa popolarità.
Nel 2016, Ono ha lasciato la Mausu Promotion e ha iniziato una carriera freelance.
È tenuto in alta considerazione per i ruoli di eroe, di intellettuale e di giovane vivace.

## Vita privata
- Si dice che i suoi capelli crescano molto velocemente. Però lui stesso ha affermato che i suoi baffi hanno una ricrescita lenta e che possono passare due giorni senza che si veda nulla in quell'area.[1]
- Non ama mangiare l'uva passa.[2]
- I suoi cibi preferiti sono gli spaghetti cinesi, le noci e le mandorle.
- Durante il tempo trascorso per la registrazione di La malinconia di Haruhi Suzumiya, è stato il primo dei doppiatori ad aver imparato la coreografia animata mostrata durante la sigla di chiusura Hare Hare Yukai.
- È un grande fan della serie Gundam. Ha doppiato Sven Cal Bayan, protagonista dell'ONA Mobile Suit Gundam SEED C.E. 73: Stargazer.

## Doppiaggio
Ruoli importanti in grassetto.

### Anime
2002
- Full Metal Panic! (Shota Sakamoto)
- Lupin III - Episodio: 0
- Weiß Kreuz

2003
- AVENGER
- D.C.: Da capo (Kuri Rix)
- Full Metal Panic? Fumoffu (Shota Sakamoto)
- Godannar (Sugiyama)
- Hungry Heart (Kikumoto Hajime)
- Mujin wakusei Survive
- Read or Die (Direttore)
- MegaMan NT Warrior (PrisMan.EXE)
- Negima (Albireo Imma)
- Saiyuki (Demone nell'Ep. 18)
- Scrapped Princess (Kidaf Gillot il Silenziatore)

2004
- Agatha Christie no meitantei Poirot to Marple (Harold Crackenthorpe)
- Futakoi (Juntaro Gonda)
- Godannar (Sugiyama)
- Midori Days - Midori no hibi (Master Qi Gong)
- Naruto
- MegaMan NT Warrior (PrisMan.EXE, Ken)
- Saiyuki (Bozu)
- Samurai 7
- Zatch Bell! (Gofure)

2005
- Air (Yukito Kunisaki, Sora)
- Gokujō seitokai (Yuuichi Kimizuka)
- BLOOD+ (Sorimachi)
- Eyeshield 21 (Kengo Mizumachi)
- Twin Princess - Principesse gemelle (Aaron)
- Ginga densetsu Weed (Kite)
- Hell Girl  (Masaya Kataoka)
- Il guardiano della foresta - Mushiking (Kakaro)
- Noein (Enra)
- Oden-kun (Konnya-kun)
- Rozen Maiden~ (Enju)
- Starship Operators (Gotou)

2006
- Bleach (Mabashi)
- Gift (Sakaguchi)
- Higurashi no naku koro ni (Mamoru Akasaka)
- Kashimashi: Girl Meets Girl (Asuta Soro)
- Mamoru-kun ni Megami no Shukufuku wo! (Maya Sudou)
- La malinconia di Haruhi Suzumiya (Itsuki Koizumi)
- Mobile Suit Gundam SEED C.E. 73: Stargazer (Sven Cal Bayan)
- Night Head Genesis (Beta)
- Rec (Yoshio Hatakeda)
- Red Garden (Nick)
- Witchblade (Osada)

2007
- Shinigami no Ballad (Matsumoto)
- Dragonaut: The Resonance (Jin Kamishina)
- Kiss Dum: Engage Planet (Shū Aiba)
- Higurashi no naku koro ni (Mamoru Akasaka)
- Idolmaster: XENOGLOSSIA (Naraba Daidō)
- Kaze no stigma (Kazuma Yagami)
- Shin Jeeg Robot d'acciaio (Kenji Kusanagi)
- Lucky Star (Se stesso)
- Mahō shōjo Lyrical Nanoha StrikerS (Verossa Acous)
- Minami-ke (Hosaka)
- Rental Magica (Kagezaki)
- Seto no hanayome (Kai Mikawa)
- Shinkyoku Sōkai Polyphonica (Akatsuki Dirrane)

2008
- Chaos;Head (Daisuke Misumi)
- Clannad (Sasaki)
- Black Butler (Sebastian Michaelis)
- Minami-ke: Okawari (Hosaka)
- Monochrome Factor (Akira Nikaidou)
- Neo Angelique Abyss (Hyuga)
- Shina Dark (Exoda Cero Crown)
- Wagaya no Oinari-sama. (Ebisu)
- Yozakura Quartet (Kyōsuke)

2009
- 11eyes: tsumi to batsu to aganai no shōjo (Kakeru Satsuki)
- Arad Senki: Slap Up Party (Danjin (Gold Container))
- Battle Spirits - Dan il Guerriero Rosso (Clarky Ray)
- Hanasakeru seishōnen (Eugene Alexander du Volcan)
- La malinconia di Harui Suzumiya (Itsuki Koizumi)
- Minami-ke (Hosaka)
- Miracle☆Train ~Ōedo-sen e Yōkoso~ (Izayoi Tsukishima)
- Pandora Hearts (Jack Vessalius)
- Sora o Kakeru Shōjo (Shigure Shinguji)
- Sora no Manimani (Musa Ep. 09)
- Munto (Munto)
- Umineko When They Cry (Battler Ushiromiya)

2010
- Durarara!! (Shizuo Heiwajima)
- Giant Killing (Luigi Yoshida)
- Uragiri - Il tradimento conosce il mio nome (Hotsuma Renjou)
- Working!! (Jun Satō)
- Blood Jewel (Jack Jeckers)
- Black Butler (Sebastian Michaelis)
- Densetsu no yūsha no densetsu (Sion Astal)
- Fortune Arterial (Kohei Hasekura)
- Psychic Detective Yakumo (Yakumo Saitou)
- Tono to Issho (Kagetsuna Katakura)

2011
- Starry Sky (Suzuya Tohzuki)
- Deadman Wonderland - Il carcere della morte (Nagi Kengamine)
- Dog Days (Generale Bernard')
- Tono to Issho: Gantai no Yabō (Kagetsuna Katakura)
- A-Channel (Mr. Satō)
- Dantalian no Shoka (Huey Anthony Disward)
- Blue Exorcist (Arthur August Angel)
- Bleach (Shukuro Tsukishima)
- Kami-sama no Memo-chō (Sōichirō Hinamura "Yondaime")
- Kyōkai Senjō no Horizon (Tenzou Crossunite)
- Nichijou (Corvo)
- Working'! (Jun Satō)
- Mobile Suit Gundam AGE (Woolf Enneacle)
- Phi Brain: Kami no Puzzle (Doubt)

2012
- Brave 10 (Kirigakure Saizō)
- Il nuovo principe del tennis (Tokugawa Kazuya)
- Papa no Iu Koto o Kikinasai! (Kouichi Nimura)
- Kuroko's Basket (Shintarō Midorima)
- Shirokuma Café (Lama)
- AKB0048 (Ushiyama)
- Star Blazers 2199 (Susumu Kodai)
- Horizon in the Middle of Nowhere 2nd Season (Tenzou Crossunite, Hassan Fullbush)
- Magi: The Labyrinth of Magic (Sinbad)
- K (Kuroh Yatogami)

2013
- A Town Where You Live (Kyōsuke Kazama)
- Brothers Conflict (Subaru Asahina)
- Kakumeiki Valvrave (Cain Dressel)
- Karneval (Hirato)
- Kuroko's Basket (Shintarō Midorima)
- L'attacco dei giganti (Erwin Smith)
- Magi: The Labyrinth of Magic (Sinbad)
- Minami-ke (Hosaka)
- Phi Brain: Kami no Puzzle (Doubt)
- Tamako Market (Kaoru Hanase)
- Uta no Prince-sama (Sumeragi Kira)

2014
- Barakamon (Seishū Handa)
- Black Butler (Sebastian Michaelis)
- L'assistente del mese - Gekkan shojo Nozaki kun (Mitsuya Maeno)
- Gugure! Kokkuri-san (Kokkuri-san)
- Kamigami no Asobi (Hades Aidoneus)
- Le bizzarre avventure di JoJo: Stardust Crusaders (Jotaro Kujo)
- Noragami (Daikoku)
- Shin Megami Tensei: Persona 4 (Kou Ichijou)
- Terra Formars (Keiji Onizuka)
- Zephyr (Uran)

2016
- Norn9 (Natsuhiko Azuma)
- Le bizzarre avventure di JoJo: Diamond Is Unbreakable (Jotaro Kujo)

2017
- Miss Kobayashi's Dragon Maid (Fafnir/Takeshi Ooyama)
- Akiba's Trip: The Animation (Iketeru Masada)
- Tales of Zestiria the X Stagione 2 (Dezel)
- L'Attacco Dei Giganti Stagione 2 (Erwin Smith)
- Fuuka (Nobuaki Yahagi)
- Fukumenkei Noise (Yoshito Haruno)
- Natsume Yuujinchou Roku (Aoi)
- The Royal Tutor (Eins von Glanzreich)
- Altair: racconti di battaglia (Doge Antonio Lucio)
- Black Clover (William Vangeance)
- Tsuredure Children (Hideki Yukawa)
- Kaito × Ansa (Yū Kuromu)
- Katsugeki/Touken Ranbu (Ryōma Sakamoto)
- Netsuzou Trap (Fujiwara)
- Re:Creators (Charon)
- Un Marzo Da Leoni (Gakuto Sakurai)

2018
- The Seven Deadly Sins - Nanatsu no taizai (Drole)[3]
- L'Attacco Dei Giganti Stagione 3 (Erwin Smith)
- Gakuen Babysitters (Keigo Saikawa)
- Hakata Tonkotsu Ramens (Zenji Banba)
- Rokuhōdō Yotsuiro Biyori (Gure)
- Houshin Engi (Ki Sho giovane, Ki Hatsu)
- Cells at Work! - Lavori in corpo (Killer T Cell)[4]
- Back Street Girls (Kentaro Yamamoto)[5]
- Legend of the Galactic Heroes: Die Neue These (Wolfgang Mittermeyer)
- Le Bizzarre Avventure di JoJo: Vento Aureo (Jotaro Kujo)

2019
- My Roommate Is a Cat (Kuro)[6]
- B-Project (Tomohisa Kitakado)
- Hinomaru Sumo (Masato Hyōdō)
- The Case Files of Lord El-Melloi II: Rail Zeppelin Grace Note (Add)
- Kengan Ashura (Rei Mikazuchi)

2020
- Tower of God (Phonsekal Laure)
- Fire Force Stagione 2 (Pan Ko Paat)
- Higurashi: When They Cry (Mamoru Akasaka)

2021
- HoriMiya (Kyosuke Hori)
- Kemono Jihen (Mirai Florescu)
- Tokyo Revengers (Yasuhiro Muto)
- Getter Robo Arc (Dr. Ron Schweitzer)
- Miss Kobayashi's Dragon Maid S (Fafnir)
- Le Bizzarre Avventure di JoJo: Stone Ocean (Jotaro Kujo)

2022
- Tribe Nine (Hanafuda Sakura)
- Fuuto PI (Yukiji Bando)

2023
- Kenshin - Samurai vagabondo (Sozo Sagara)
- MF Ghost (Shun Aiba)

2024
- Kinnikuman Perfect Origin Arc (Terryman)
- That Time I Got Reincarnated as a Slime (Granville Rozzo)

### OVA
- L'attacco dei giganti (Erwin Smith)
- Detective Conan (Masaya Murakami)
- Majokko Tsukune-chan (Kuma)
- Memories Off 3.5 To the Distant Memories (Ishū Sagisawa)
- Memories Off 3.5 The Moment of Wishing (Ishū Sagisawa)
- Mizuiro (Padre di Kenji)
- Mobile Suit Gundam SEED C.E. 73: Stargazer (Sven Cal Bayan)
- I Cavalieri dello zodiaco - The Lost Canvas - Il mito di Ade (Cancer Manigoldo)
- Seto no hanayome (Kai Mikawa)
- Zombie-Loan (Shuuji Tsugumi)
- Black Butler (Sebastian Michaelis)

### Film Anime
2010
- Suzumiya Haruhi no shōshitsu (Itsuki Koizumi)

2014
- Eiga HappinessCharge Pretty Cure! - Ningyō no Kuni no ballerina (Principe Zeke)

### Videogiochi
- .hack//Link (Albireo)
- A.O.T.: Wings of Freedom (Erwin Smith)
- A.O.T. 2 (Erwin Smith)
- Armored Core 4 (Amazigh)
- Blood Will Tell (Kanekozo)
- Bravely Default (Dr. Victor)
- Chaos;Head (Daisuke Misumi)
- Cross Edge (Rozeluxe Meitzen)
- Daemon Bride (Licht Wulfstan Schwarz/Zadkiel)
- Dengeki Bunko: Fighting Climax (Shizuo Heiwajima)
- Devil Summoner: Soul Hackers (Six/Shingo Sako)
- Dissidia Final Fantasy NT (Snow Villiers)
- Dissidia Final Fantasy: Opera Omnia (Snow Villiers, Nine)
- Dragalia Lost (Musashi, Apollo)
- Dragon Quest Heroes: L'albero del mondo e le radici del male (Psaro)
- Dragon Quest Rivals (Psaro)
- Dragon Quest Treasures (Hombro, vari mostri)
- Dragon Quest Monsters: Il Principe oscuro (Psaro)
- Etrian Odyssey Untold: The Millennium Girl (Simon Yorke)
- Fate/Grand Order (Add)
- Final Fantasy XIII (Snow Villiers)
- Final Fantasy Type-0 (Nine)
- Final Fantasy XIII-2 (Snow Villiers)
- Fire Emblem: Awakening (Frederick, Priam)
- Fire Emblem: Fates (Kaze)
- Fire Emblem Heroes (Frederick, Priam, Kaze)
- Fire Emblem Warriors (Frederick)
- Fu-un Bakumatsu-den (Sakamoto Ryōma)
- Genshin Impact (Wriothesley)
- Granblue Fantasy (Altair, Arita, Poseidon, Erwin Smith)
- La malinconia di Haruhi Suzumiya (Itsuki Koizumi)
- Higurashi no naku koro ni (Mamoru Akasaka)
- Honkai: Star Rail (Jing Yuan)
- Ijiwaru My Master (Evans)
- JoJo's Bizarre Adventure: All Star Battle (Jotaro Kujo)
- JoJo's Bizarre Adventure: Eyes of Heaven (Jotaro Kujo)
- JoJo's Bizarre Adventure: Last Survivor (Jotaro Kujo)
- JoJo's Bizarre Adventure: All Star Battle R (Jotaro Kujo)
- Jump Force (Jotaro Kujo)
- Kamiwaza (Ebizou)
- Kengo ZERO (Sakamoto Ryōma)
- KoiGIG〜DEVIL×ANGEL〜 (Shuu)
- Lightning Returns: Final Fantasy XIII (Snow Villiers)
- Little Aid (Yuzuru Sawato)
- Luminous Arc 3: Eyes (Levi)
- Mana Khemia 2: Fall of Alchemy (Rozeluxe Meitzen)
- Mario & Sonic ai giochi olimpici invernali (Silver the Hedgehog)
- Mario & Sonic ai giochi olimpici di Londra 2012 (Silver the Hedgehog)
- Mario & Sonic ai Giochi olimpici invernali di Sochi 2014 (Silver the Hedgehog)
- Mario & Sonic ai Giochi olimpici di Rio 2016 (Silver the Hedgehog)
- Mario & Sonic ai Giochi olimpici di Tokyo 2020 (Silver the Hedgehog)
- Mizu no Senritsu (Masatsugu Kirihara)
- Mizu no Senritsu Tsūhi no Kioku (Masatsugu Kirihara)
- Monochrome Factor Cross Road (Akira Nikaidou)
- Muv-luv Total Eclipse (Yūya Buriajisu)
- Neo Angelique (Hyuga)
- Norn9 (Natsuhiko Azuma)
- Onimusha 3 (Soldato)
- Panic Palette (Yuzuru Sawato)
- Planetarian: chiisana hoshi no yume (The junker)
- Pokémon Masters EX (Mirton)
- Princess Nightmare (Ichirouta Inukai)
- Resident Evil: Revelations (Keith Lumley)
- R.O.H.A.N. (Mezzelfo)
- Rune Factory 5 (Gideon)
- Shin Megami Tensei III: Nocturne HD Remaster (Hikawa)
- Shining Force Feather (Bail)
- SINoALICE (Sebastian Michaelis)
- Sigma Harmonics (Kurogami Shiguma)
- Skullgirls (Beowulf)
- Sonic the Hedgehog (Silver the Hedgehog)
- Sonic e gli Anelli Segreti (Silver the Hedgehog)
- Sonic Riders: Zero Gravity (Silver the Hedgehog)
- Sonic e il Cavaliere Nero (Sir Galahad)
- Sonic Colours (Silver the Hedgehog)
- Sonic Free Riders (Silver the Hedgehog)
- Sonic Generations (Silver the Hedgehog)
- Sonic Forces (Silver the Hedgehog)
- Sonic x Shadow Generations (Silver the Hedgehog)
- Street Fighter IV (El Fuerte)
- Summon Night 5 (Abert)
- Super Robot Wars V (Susumu Kodai)
- Super Robot Wars 30 (Emrys Geijer Fremmevilla)
- Tales of Zestiria (Dezel)
- Tales of the Rays (Dezel)
- Tales of Crestoria (Dezel)
- Tatsunoko vs. Capcom: Cross Generation of Heroes (Kyashan)
- Team Sonic Racing (Silver the Hedgehog)
- Tears to Tiara II: Heir of the Overlord (Enneads)
- The King of Fighters 2002: Unlimited Match (Nameless, Annunciatore)
- The King of Fighters: All Stars (Nameless)
- The Last Remnant (David Nassau)
- The Legend of Heroes: Trails through Daybreak (Van Arkride)
- The Legend of Heroes: Trails through Daybreak II (Van Arkride, Grendel)
- The Seven Deadly Sins: Knights of Britannia (Drole)
- Umineko When They Cry (Battler Ushiromiya)
- Umineko: Golden Fantasia (Battler Ushiromiya, Black Battler)
- Valkyria Revolution (Amleth Gronkjaer)
- Vitamin Series (Hajime Kusanagi)
- War of the Visions: Final Fantasy Brave Exvius (Snow Villiers)
- World of Final Fantasy (Snow Villiers)
- Ys I: Ancient Ys Vanished (Goto)
- Virtue's Last Reward (K)
- Zero Escape: Zero Time Dilemma (Sigma Klim)

### Film
- Black Hawk Down - Black Hawk abbattuto (Black Hawk Down) (Ed Yurek)
- Callas Forever (Marco)
- Un detective in corsia (Dr. Jesse Travis)
- Fat Choi Spirit (Louis Koo)
- Glee (Finn Hudson)
- Hotelier (Choi Young-jae)
- K-19 (Andrei Pritoola)
- Malcolm (Malcolm in the middle) (Eric Hansen)
- The O.C. (Ryan Atwood)
- Ultimate Force (Sergeant Pete Twamley)
- W.I.T.C.H. (Lord Cedric)
- X-Men: Evolution (Alex Summers)

### Live
- Air
- Farewell, Kamen Rider Den-O: Final Countdown
- Mausu Promotion
- STARCHILD Presents 〜Starchild Collection〜[7]

2006
- Neo Romance Ala Mode 2

2007
Fullhouse Kiss Shokei Festival 2007
- Neo Romance Live Hot! 10 count down Radio ROCKET PUNCH
- Neo Romance Festa Summer 2007
- La malinconia di Haruhi Suzumiya[8]
- Vitamin X Ikuzee! Tokimeki ★ Full Burst

2008
- Fullhouse Kiss Shokei Festival 2008
- Original Entertainment Paradise "OREPARA" 2008 LIVE DVD
- Vitamin X Ikuzee! Tokimeki ★ Full Burst EVOLUTION

2009
- Black Butler "Sono Shitsuji, Shuushou ~Saigo no Bansan wo Anata to Tomo ni~"
- Original Entertainment Paradise "OREPARA" 2009 LIVE DVD

2010
- "Sono Shitsuji, Kyoso ~Akai Valentine~" Event DVD"[9]

### Radio
- Ono Daisuke no GIG ra Night! (Internet radio・RADIO Kansai, Ltd.)
- Kamiya Hiroshi・Ono Daisuke no DearGirl〜Stories〜 (Nippon Cultural Broadcasting)
- Neoromance・Live HOT! 10 Count down Radio II Huu![10]
- Lucky ☆ Channel (34th e 35th broadcast)

### Drama CD
- Asagaya Zippy (John)
- Freaks (Naoki Amano)
- Idolmaster: Xenoglossia (Naraba Daidō)
- Karensakakōkō Karenhōsōbu (Tōru Sakaki)
- KoiGIG-Let It Bleed- (Shuu)
- Kaze no stigma (Kazuma Yagami)
- Black Butler (Sebastian Michaelis)
- La malinconia di Haruhi Suzumiya: Sound Around (Itsuki Koizumi)
- Monochrome Factor (Akira Nikaidou)
- Neo Angelique (Hyuga)
- Mahō shōjo Lyrical Nanoha StrikerS (Verossa Acous)
- Memories Off (Ishū Sagisawa)
- Rust Blaster (Aldred Van Envrio)
- S.L.H Stray Love Hearts! (Kuga Reizei)
- Special A (Aoi Ogata)
- Starry Sky : Cancer (Tohzuki Suzuya)
- VitaminX `(Hajime Kusanagi)
- Zombie-Loan (Shuuji Tsugumi)

- Aishiteru (Ichise Kazushi)
- Animamundi
- Binan no Dendou Serie come (Christian Bernadotte)
- Bitter Valentine
- Chintsubu Series: Chinko no Tsubuyaki Hiroo (V2)
- Doki Doki Renai
- Dorei Serie
- Furachi na Koi no Prince
- Hanafurirou Serie
- Hanayome Serie (Shino)
- Hanayome wa Nido Sarawareru
- Himegimi no Koshiire
- Honoka na Koi no Danpen wo
- Iro Otoko (Ishikawa Chouji)
- Kazahana
- Kotonoha no Hana (Hasebe Shuichi)
- Miwaku no Ringo (Ichijou Kei)
- Name of Love (Kouhei seme)
- Omae wa, Ai wo Kuu Kedamono
- Ore no Aniki ni Te o Dasu na
- Reload
- Renai Days ~Hitotsu Yane no Shita~
- Renai Keiyaku Serie
- Rossellini Ke no Musuko Serie
- Ryuu to Ryuu Serie
- S de Gomen ne
- Sayonara wo Iu Ki wa Nai Serie
- Shinkan wa Ou ni Aisareru Serie
- Shinkuu Yuusetsu Serie
- Shugoreisama ni Tsuitekoi ♥ (Protection Spirit in the Way of Love)
- Soshite Koi ga Hajimaru
- Toriko ni Saseru Kiss o Shiyou
- Toritsu Mahou Gakuen (Kouji Yuno)
- Toukaidou Hisame ~Kagerou~ (Hibiki)
- Yasashiku Koroshite, Boku no Kokoro wo
- Yumemiru Seiza
- Yuuwaku Recipe Serie (Takuro)
- Ze Serie (Ryuusei)

## CD e Musiche
Higurahi
(BUCHIKAMACE Tekkoudan - Mamoru Akasaka)					7
Daisuke Ono & Hiroshi Kamiya Dear Girl Stories
- ｢Say Your Name! 〜Dear Girl〜｣
- ｢DIRTY AGENT｣
- ｢My Dear Girl!｣
- ｢Kienai Omoi｣

Dear Girl ~Stories~ Hibiki
- ｢Netsuai SOS!｣(Daisuke Ono & Hiroshi Kamiya)
- ｢Nekomasshigura｣(Daisuke Ono & Hiroshi Kamiya)

Dear My Sun!!
- ｢Shigatsu No Kaze｣(Daisuke Ono, Hiroki Shimowada & Hiroshi Okamoto)

Dragonaut
- ｢Tenohira no Naka no Kiseki｣
- ｢Venus! Venus!｣

Durarara!! DVD Vol.3 Tokuten Cover Song Collection of Shizuo Heiwajima
- ｢Tsugaru Kaikyo Fuyugeshiki｣

Full House Kiss
- ｢Seishun Aftermath｣(Daisuke Ono & Kenichi Suzumura)

Hanayoi Romanesque
- ｢Saigo No Piece｣(Daisuke Ono & Hikaru Midorikawa)

Kamen Rider Den-O ~｢Chou Climax Jump｣
- ｢Chou Climax Jump｣(Daisuke Ono, Kenichi Suzumura, Toshihiko Seki, Kōji Yusa, Dori Sakurada, Tamaki Matsumoto, Rina Akiyama, Kenjirou Ishimaru & Masaki Terasoma)

Kamen Rider Den-O ~｢Chou Jump Double-Action Strike form｣
- ｢Double-Action Strike form｣(Daisuke Ono & Dori Sakurada)
- ｢Double-Action Strike form ~ Teddy Ver.｣(Daisuke Ono)

KoiGIG ~DEVIL×ANGEL~ Battle Love
- ｢Battle Love｣｣(Daisuke Ono, Hisayoshi Suganuma, Wataru Hatano & Kōichi Tōchika )

KoiGIG ~DEVIL×ANGEL~ ROAD THAT BELIEVE
- ｢Aoi Shiroki Tsuki No Noroi｣
- ｢Fly to the victory road｣

Kura Noah Cry No More ~ Boku to Kimi No Sekai
- ｢Cry No More ~Boku to Kimi No Sekai｣(Daisuke Ono & Hiro Shimono)

Kuroshitsuji ｢Sono Shitsuji, Kashou｣
- ｢Anata no Koe ga Iroaseyou Tomo, Meiyaku no Uta ga Sono mune ni Todokimasu you ni｣
- ｢Tsuki no Ame｣

Kuroshitsuji ｢黒執事、熱唱｣Release date: August 25, 2010
- ｢You will rule the world｣
- ｢Aru Shitsuji no Nichijou｣

Minami-ke
- ｢No Problem｣

Miracle ☆ Train Vol. 4 ~Izayoi Tsukishima
- ｢Home Station｣
- ｢Senro ha hashiru 6 no ji ni ~ Ooedo-sen he youkoso ~ Tsukishima ver.~｣

Monochrome Factor ED ~ AWAKE ~Boku no Subete~
- ｢Awake Boku no Subete｣(Daisuke Ono & Hiroshi Kamiya)

Monochrome Factor Character Song Factor 1. Akira
- ｢Destiny｣

Monochrome Factor PS2 Cross Road OST
- ｢AWAKE ~Boku no Subete~ Another Side｣

Neo Angelique
- ｢Home Sweetest Home｣(Daisuke Ono & Toru Ohkawa)

Neo Angelique ~ My First Lady
- ｢Shikon no Kadou｣
- ｢Treasure Tomorrow｣(Daisuke Ono, Hiroki Takahashi, Toru Ohkawa, Masaya Onosaka, Kappei Yamaguchi & Daisuke Hirakawa)

Neo Angelique ~ Romantic Gift
- ｢Kurenai no Rondo｣｣(Daisuke Ono & Kappei Yamaguchi)

Neo Angelique ~ Sincerely
- ｢Tsukibae no Yasouku｣

Neo Angelique ~ The Brilliant Days
- ｢Kiseki~The Brilliant Days｣

Neo Angelique Abyss
- ｢Joy To The World｣(Daisuke Ono, Hiroki Takahashi,  Toru Ohkawa & Masaya Onosaka)
- ｢Rinka no Shiku｣
- ｢Platonic Garden｣(Daisuke Ono, Hiroki Takahashi,  Toru Ohkawa & Masaya Onosaka)

Neo Angelique Abyss ~ Second Age
- ｢Eternal Green~Kimi to iu Eien｣(Daisuke Ono, Hiroki Takahashi,  Ohkawa Toru & Masaya Onosaka)
- ｢Silent Destiny｣(Daisuke Ono, Hiroki Takahashi,  Toru Ohkawa & Masaya Onosaka)

Neo Angelique Abyss ~ Sunshine Party
- ｢PROUD YOU｣(Daisuke Ono & Daisuke Hirakawa)

Petit Four
- ｢Renjyo｣
- ｢IINO?｣(Daisuke Ono & Shinnosuke Tachibana)

Princess Nightmare
- ｢Omae Dake no Hero｣

Riaru_Riaru ga_Anriaru
- ｢Riaru_Riaru ga_Anriaru｣(Daisuke Ono & Sayuri Gotou)
- ｢少年少女達成団｣(Daisuke Ono & Sayuri Gotou)

Rikei Danshi. Benkyo ni Naru!? Vol.4
- ｢Genshibunshi MAIN ~ Bokura no Rikashitsu (Soroba Jon)｣
- ｢Mayoi no Nucleotide｣

Seto no Hanayome
- ｢Psychedelic Brother｣(Daisuke Ono & Masashi Yabe)

Shina Dark: Kuroki Tsuki no ou to Soheiki no Himegimi
- ｢Oukoku Machi Wa Tongue Hawk Turn｣(Daisuke Ono, Kana Hanazawa, Ayako Kawasumi & Hiroki Yasumoto)

Suzumiya Haruhi no Yuutsu Character Song VOL.8
- ｢Hare Hare Yukai (Itsuki Koizumi ver.)｣
- ｢Maggaare Spectacle｣

Suzumiya Haruhi no Yuutsu New Character Song VOL.4
- ｢"Tsumaranai Hanashi desu yo" to boku ha iu｣
- ｢Tada no Himitsu｣

Tensei Hakken Fuumoroku ~ Aratanaru Kage
- ｢Treasure In My Heart ~Kokoro No Takaramono~｣

Uranai Hanasanai Kaesanai
- ｢Uranai Hanasanai Kaesanai｣(Daisuke Ono, Mamoru Miyano, Tomokazu Sugita, Hikaru Midorikawa, Kishō Taniyama & Hisafumi Oda)
- ｢Uranai Hanasanai Kaesanai Ver.2｣(Daisuke Ono & Mamoru Miyano)

Vitamin X ~ Diamond Single
- ｢Houkago Eden ~Diamond Ver｣(Daisuke Ono & Tatsuhisa Suzuki)
- ｢Shooting Star ~Diamond Ver｣(Daisuke Ono & Tatsuhisa Suzuki)

Vitamin X ~ Greatest Hits ~
- ｢Kizu Darake No Eternity｣
- ｢Mayonaka kyuseisyu｣(Daisuke Ono & Tatsuhisa Suzuki)
- ｢Houkago Eden｣(Daisuke Ono & Tatsuhisa Suzuki)
- ｢Shooting Star｣(Daisuke Ono & Tatsuhisa Suzuki)

Working!! Ending Theme
- ｢Heart no Edge ni Choumou｣(Daisuke Ono, Jun Fukuyama & Kamiya Hiroshi)

## Discografia

### Opere personali
| Data Pubblicazione | Nome Album                       |
| 27 giugno 2007     | Hinemosu (ひねもす?)             |
| 23 gennaio 2008    | Amaoto (雨音?)                   |
| 6 agosto 2008      | Manatsu no Spica (真夏のスピカ?) |
| 25 febbraio 2009   | Kazahana (風花?)                 |
| 9 settembre 2009   | Kinmokusei (キンモクセイ?)       |
| 22 dicembre 2010   | Netsuretsu ANSWER (熱烈ANSWER?)  |
| 30 dicembre 2011   | DELIGHT (曲) (DELIGHT?)          |